# بارني برايت
بارني برايت (بالإنجليزية: Barney Bright)‏ هو نحات أمريكي، ولد في 8 يوليو 1927 في شيلبيفيل في الولايات المتحدة، وتوفي في 23 يوليو 1997 في لويفيل في الولايات المتحدة.